# David Braben
David Braben (ur. 1964) – brytyjski programista i projektant gier komputerowych, założyciel studia Frontier Developments. Stworzył serię Elite, stanowiących połączenie symulatorów kosmicznych i gier handlowych. Jest także współzałożycielem Raspberry Pi Foundation. W 2015 roku został laureatem nagrody BAFTA Fellowship.